# Ferdinand Marcos Jr.
Ferdinand Romuáldez Marcos Jr., detto Bongbong (Manila, 13 settembre 1957), è un politico filippino, Presidente delle Filippine dal 30 giugno 2022.
È il secondogenito e unico figlio maschio di Ferdinand Marcos, Presidente e dittatore delle Filippine dal 1965 al 1986, e dell'ex first lady Imelda Marcos.
Ha frequentato l'Università di Oxford, ottenendo un diploma speciale in scienze sociali, e successivamente la Wharton School, dovendo però interrompere i suoi studi per via della sua elezione a Vicegovernatore della provincia di Ilocos Norte nel 1980. Dal 1983 al 1986 è stato eletto governatore della medesima regione, essendo tuttavia costretto ad abbandonare il paese nel febbraio 1986, assieme all'intera famiglia, per via della rivoluzione del Rosario.
Dopo la prima rivoluzione EDSA ed il ritorno dei Marcos nelle Filippine nei primi anni novanta, è stato eletto nella Camera dei rappresentanti per il secondo distretto di Ilocos Norte, occupando la posizione dal 1992 al 1995. A seguito della mancata elezione al Senato nel 1995, si è candidato nuovamente Governatore di Ilocos Norte, ricoprendo tale carica per tre mandati consecutivi, dal 1998 al 2007. Nel medesimo anno è stato eletto per la seconda volta alla Camera dei rappresentanti. Nella sua lunga esperienza come politico locale ha favorito la costruzione di numerose infrastrutture nella provincia, tra cui il parco eolico di Bangui.
Ferdinando Marcos Jr. è stato ampiamente criticato per la sua manipolazione e revisionismo storico al fine di sbiancare l'immagine e la reputazione della sua famiglia. La sua associazione è stata anche accusata di aver coperto le violazioni dei diritti umani e i saccheggi avvenuti durante la presidenza del padre. È stato anche condannato per evasione fiscale.
È stato quindi eletto senatore delle Filippine nel maggio 2010, classificandosi settimo. Il successo al Senato, nonché gli impegni di responsabilità in ambito politico e la gestione di diversi comitati, ha gradualmente accresciuto la sua visibilità, ed il 5 ottobre 2015 ha annunciato ufficialmente la propria candidatura come vicepresidente delle Filippine per le elezioni del 2016. Benché favorito per la vittoria, ne è uscito sconfitto a seguito di un testa a testa estremamente serrato con la candidata liberale Leni Robredo.
In data 9 maggio, in seguito alle elezioni del 2022, è stato eletto come 17º Presidente delle Filippine.

## Biografia

### Le origini e l'infanzia

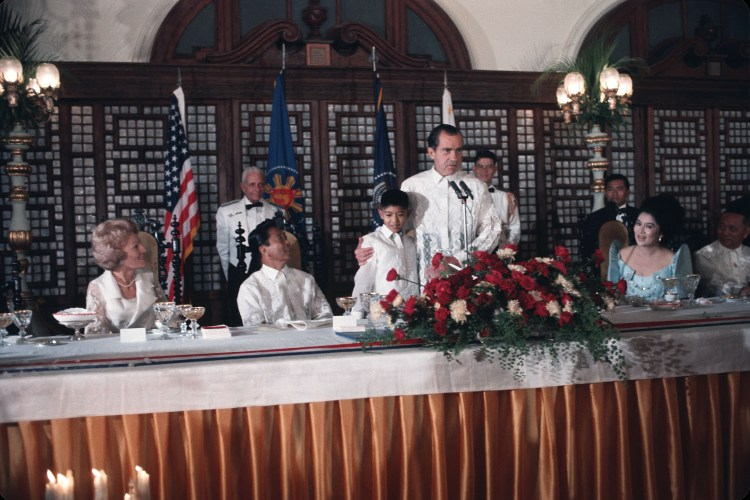
Un giovanissimo Marcos a fianco del Presidente degli Stati Uniti d'America Richard Nixon nel 1969

Nacque a Manila il 13 settembre 1957, secondo figlio dell'ex Presidente delle Filippine Ferdinand Marcos (Sarrat, 1917 – Honolulu, 1989) e della moglie Imelda Romuáldez (Manila, 1929). Unico figlio maschio della coppia, nacque solamente due giorni dopo il 40º compleanno del padre, il quale si apprestava a terminare il terzo mandato al Congresso. Oltre a Ferdinand Jr., il matrimonio produsse le figlie Imee (Mandaluyong, 1955) ed Irene (Manila, 1960).
Apparve nel film biografico sul padre, Iginuhit ng Tadhana, interpretando sé stesso, con Vilma Santos nel ruolo della sorella Imee, Luis Gonzales nei panni di Ferdinand Sr. e Gloria Romero in quello della madre Imelda. La pellicola uscì poco prima delle elezioni presidenziali del 1965, le quali videro Marcos vincitore.
Da piccolo, Ferdinand Sr. gli assegnò il soprannome “Bumbong” (in tagalog il termine indica un contenitore cilindrico di bambù che si trasporta sulla schiena) per la tendenza del bambino nell'aggrapparsi sulle sue spalle. Tale nomignolo, trasformatosi con gli anni in Bongbong, lo avrebbe accompagnato per tutta la vita. Con il padre, che ebbe certamente un influsso considerevole sulla sua formazione intellettuale, Bongbong sarà sempre legato da vincoli di affetto e di stima.
Frequentò la scuola materna di Institucion Tereciana, nella città Quezon, dal 1962 al 1963, per poi proseguire la sua istruzione al La Salle Greenhills dal 1963 al 1974. Su volontà del padre, terminò la propria istruzione secondaria al Worth School, in Inghilterra, che frequentò dal 1970 al 1974. Dal 1975 al 1978 studiò all'Università di Oxford, ottenendo un diploma speciale in scienze sociali. Dal 1979 al 1981 seguì un master in business administration presso la Wharton School dell'Università della Pennsylvania, senza però riuscire a completare il programma né a conseguire il diploma per via del suo ingresso in politica nel 1980.

### Prime esperienze in politica e la rivoluzione EDSA (1980–1986)
Era in procinto di terminare i suoi studi alla Wharton School quando nel 1980, all'età di 23 anni, fu eletto come Vicegovernatore di Ilocos Norte, incarico che mantenne fino al 1983. Lo stesso anno guidò un gruppo di giovani filippini ad una visita diplomatica di 10 giorni in Cina per celebrare il decimo anniversario delle relazioni tra i due paesi. Al termine del suo mandato sostituì la zia Elizabeth Marcos-Keon nelle vesti di Governatore di Ilocos Norte, posizione che ricoprì sino al 25 febbraio 1986, quando il padre fu rimosso dalla presidenza a causa della rivoluzione del Rosario. Durante la crisi, Ferdinand Jr. ricevette l'ordine da parte del padre di difendere il palazzo del Malacañang da un possibile attacco delle truppe del RAM, che tuttavia non si concretizzò. Lo stesso giorno, assieme agli altri membri della famiglia, si recò in esilio forzato per le Hawaii.
Secondo alcune teorie, nel processo di fuga dal palazzo del Malacañang, il Presidente Marcos sarebbe ingannato dagli Stati Uniti: egli avrebbe infatti accettato di abbandonare la capitale credendo che gli aerei americani lo avrebbero portato nella sua regione natia di Ilocos Norte, al riparo dalle proteste. Sempre secondo queste teorie, il Presidente Ronald Reagan e l'Ambasciata statunitense sarebbero stati complici dell'inganno. A supporto di tali affermazioni ci fu la testimonianza del colonnello Arturo Aruiza, aiutante di Marcos per diversi anni che lo seguì nel suo esilio per le Hawaii. Aruiza affermò che il 25 febbraio 1986, una volta arrivati all'aeroporto di Clark, il maggior generale Gordon Williams ed il brigadier generale Theodore Allen discussero con i Marcos i piani di riportare la famiglia nella regione di Ilocos Norte. Tuttavia, una presunta minaccia di attacco da parte di ribelli comunisti presenti nelle vicinanze portò ad annullare la partenza dei Marcos per Ilocos programmata per la mattinata seguente; la sera del 25 febbraio l'ambasciatore statunitense Stephen Bosworth ordinò il trasporto della famiglia Marcos a Guam, su ordine di Corazon Aquino. Diversi politici sostenitori della Aquino, come i senatori Rene Saguisag ed Aquilino Pimentel, confermarono il rifiuto del Presidente delle Filippine alla richiesta di Bosworth di trasportare la famiglia Marcos ad Ilocos. Tale episodio portò Ferdinand Jr. e i sostenitori dell'ex Capo di Stato ad affermare che quest'ultimo non fuggì dalle Filippine, ma fu bensì "rapito" dalle forze statunitensi e rimosso dalla carica senza il proprio consenso.
Nel 1986, alle Hawaii, Ferdinand Marcos Jr. informò il suo banchiere svizzero che era stato nominato un intermediario per effettuare transazioni a suo nome. Il banchiere ha quindi denunciato lo schema, che ha portato al congelamento dei conti svizzeri e al ritorno nelle Filippine di diverse centinaia di milioni di dollari di denaro sottratti durante la dittatura. Nelle Hawaii, Ferdinand Jr. si prese cura dei propri genitori, che trovarono un'abitazione a Honolulu. I coniugi Marcos affrontarono numerose accuse di corruzione negli anni successivi, ma non furono mai giudicati colpevoli. Il 28 settembre 1989 il padre Ferdinand morì a seguito dell'aggravarsi delle sue precarie condizioni di salute e dei problemi ai reni e ai polmoni, che gli causarono un fatale arresto cardiaco. Assieme alla madre Imelda, Ferdinand Jr. intraprese una lunga battaglia con il governo di Corazon Aquino per permettere la sepoltura delle spoglie dell'ex Presidente in suolo filippino.

### Il ritorno dall'esilio e l'elezione alla Camera dei rappresentanti (1992–1995)
(Ferdinand Marcos Jr. riguardo alla motivazione che lo spinse a tornare nel mondo della politica nel 1991)
Il governo Aquino acconsentì il ritorno dei Marcos. Bongbong Marcos fu tra i primi membri della sua famiglia a ritornare nelle Filippine nel 1991. Nonostante la rivolta popolare i Marcos godevano ancora di una discreta notorietà tra il popolo, anche se Ferdinand Jr. inizialmente fu restio nel tornare in politica. Tuttavia cambiò idea e nel maggio 1992 fu eletto nella Camera dei rappresentanti per la provincia di Ilocos Norte. Dichiarò di aver scelto di servire la provincia natia del padre in segno di riconoscenza, poiché molti ilocani avevano aiutato la famiglia Marcos durante gli anni in esilio.
La famiglia Marcos rimane potente nelle Filippine, esercitando la sua influenza soprattutto nel nord del Paese, dove possiede grandi proprietà. Dopo il ritorno della famiglia nelle Filippine, la madre fu eletta per due volte deputato e anche la sorella ricoprì importanti incarichi politici, successivamente come deputato, governatore e senatore.

### La candidatura al Senato del 1995
Nel 1994 dichiarò la propria candidatura per le elezioni del Senato, previste per il mese di maggio del 1995. Le elezioni videro un dominio del partito Lakas-Laban (sostenitore del Presidente Fidel Valdez Ramos) e Marcos, candidato del KBL, si classificò sedicesimo con 8.168.768 voti, a meno di un milione di consensi dall'ultimo posto disponibile ottenuto da Nikki Coseteng (8.700.278).

### Seconda esperienza da Governatore e ritorno alla Camera dei rappresentanti (1998–2010)

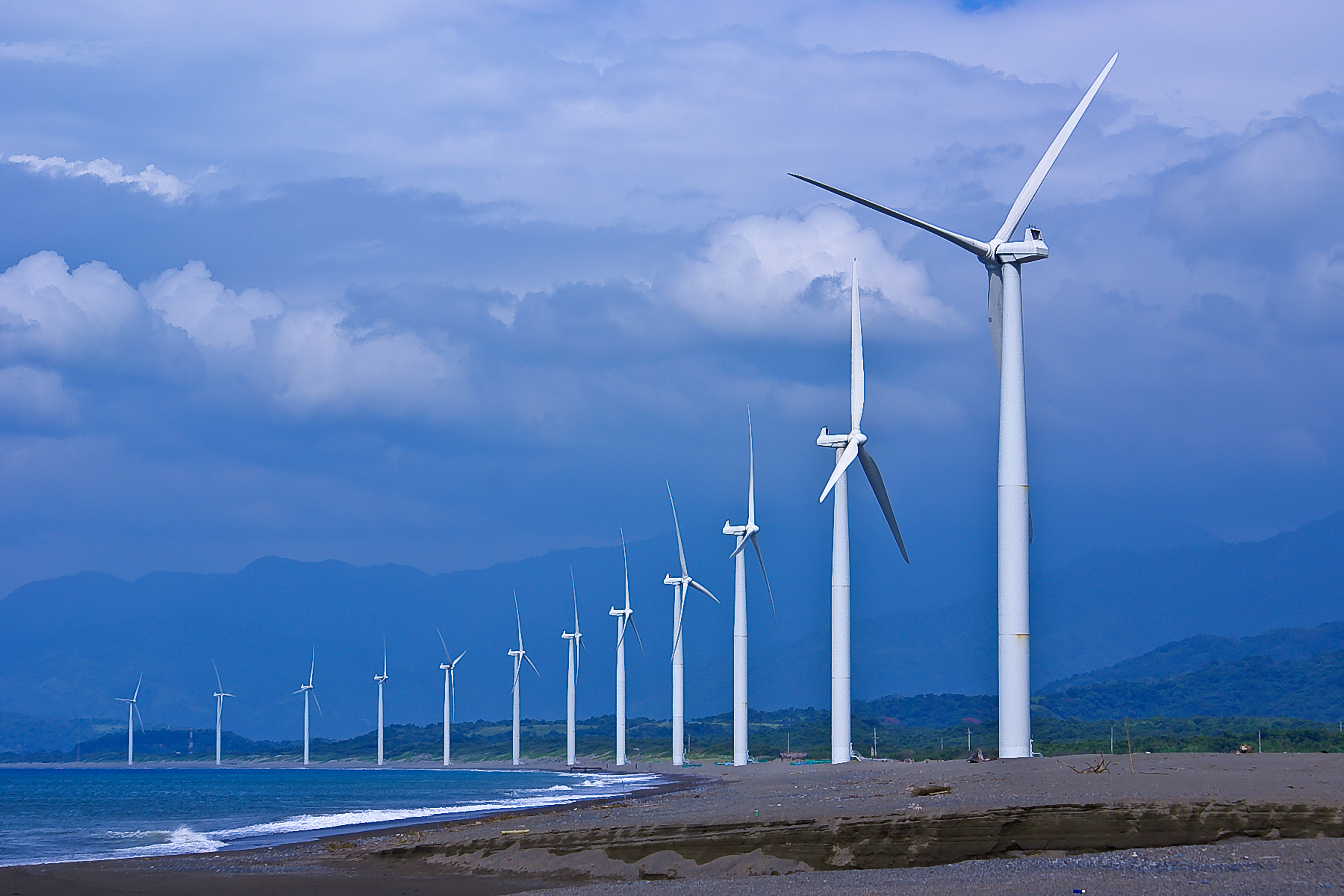
I mulini a vento di Bangui, edificati nel 2005, sono tra le maggiori opere di infrastrutturazione promosse da Marcos

Dopo il tentato ingresso nel Senato, Marcus fu nuovamente eletto Governatore della provincia di Ilocos Norte nel 1998, quando sconfisse alle elezioni Roque Ablan Jr., uno stretto amico del padre. Manterrà questo incarico per tre mandati consecutivi, sino al 30 giugno 2007. Durante il suo periodo da Governatore, Marcos trasformò Ilocos Norte in una provincia di prima classe e dalla fama internazionale, mettendo in mostra le sue mete naturali e culturali. Il figlio dell'ex Presidente favorì inoltre la costruzione di numerose infrastrutture tra cui il parco eolico di Bangui, che funge da fonte di energia alternativa non solo per Ilocos Norte ma anche per altre regioni di Luzon.
Nel maggio 2007 fu eletto rappresentante congressuale per la provincia di Ilocos Norte, in sostituzione della sorella Imee.

### La candidatura e l'elezione al Senato del 2010
Il 20 novembre 2009 il KBL forgiò un'alleanza con il Partito Nazionalista (NP) per sostenere le candidature di Marcos e Manny Villar, rispettivamente per il Senato e per la Presidenza. Attraverso quest'alleanza, Marcos divenne ufficialmente un candidato dell'NP. Ciò nonostante si verificarono ben presto dissidi interni fra i due partiti, ed il figlio dell'ex Presidente fu ufficialmente rimosso dal KBL solamente tre giorni dopo. Conseguentemente, l'NP sciolse la propria alleanza con il KBL per via di tali incomprensioni, e Marcos ne divenne ufficialmente membro a tutti gli effetti.
Alle elezioni per il Senato, si classificò settimo con 13.169.634 voti. Prestò giuramento il 30 giugno 2010.

#### 15º Congresso (2010–2013)
Nel 15º Congresso (2010–2013), Marcos fu autore di 34 proposte di legge e co-autore di altre 17, 7 delle quali furono promulgate. Tra queste vi furono la legge sull'alcol alla guida, quella contro il crimine informatico e quella sull'assicurazione contro le malattie.
Durante il controverso impeachment del giudice capo Renato Corona, fu uno dei tre Senatori – assieme ai veterani colleghi Miriam Defensor-Santiago e Joker Arroyo – a votare contro la sua destituzione. Tuttavia, ciò non bastò per evitarne la rimozione forzata su volontà del Presidente Benigno Aquino III.

#### 16º Congresso (2013–2016)

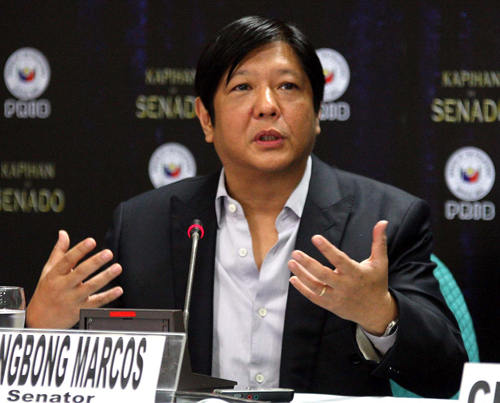
Marcos durante il forum Kapihan sa Senado nel giugno 2014.

Dimostratosi contrario subito alla legge fondamentale sul Bangsamoro (in inglese Bangsamoro Basic Law o BBL), Marcos svolse un ruolo attivo nello sforzo del Senato per apportare emendamenti alla proposta di legge ed assicurarne la correttezza. In quanto capo del Comitato per il governo locale, il senatore rifiutò il disegno di legge nella sua forma originale e si propose di ideare una sua variazione, che pensava "sarebbe andata bene per tutti". Nel maggio 2015 fu uno dei 12 senatori a dichiarare la legge sul Bangsamoro proposta del governo come incostituzionale. L'opinione della Camera alta in merito al Bangsamoro Basic Law risultava infatti in netto contrasto con quella della Camera dei rappresentanti, quest'ultima composta per oltre un terzo da esponenti del Partito Liberale. La versione sostitutiva ideata da Marcos, chiamata Legge fondamentale per la Regione Autonoma del Bangsamoro (in inglese Basic Law of the Bangsamoro Autonomous Region o BLBAR), fu presentata ufficialmente il 10 agosto 2015. Tuttavia neanche la BLBAR fu esente da contestazioni, soprattutto da parte dei più convinti sostenitori del BBL come il rappresentante congressuale per Cagayan de Oro Rufus Rodriguez.
A seguito della strage di Mamasapano del gennaio 2015, fu uno dei maggiori critici riguardo alla gestione dell'incidente da parte dell'amministrazione di Benigno Aquino III. Il 29 gennaio fu tra i politici che accolsero personalmente l'arrivo delle salme dei soldati caduti al Villamor Airbase. L'assenza del Capo di Stato alla commemorazione causò intanto sdegno in gran parte della popolazione. Il 17 marzo 2015, due mesi dopo la strage di Mamasapano, Marcos fu uno dei 20 senatori ad attribuire la responsabilità dei fatti ad Aquino.
Nel luglio 2015 richiese un'investigazione nel Senato per indagare riguardo l'importazione nel paese di numerosi container, contenenti rifiuti e provenienti dal Canada, da parte del governo Aquino. Ventisei di questi container furono trasportati in una proprietà privata nella provincia di Tarlac, regione natia del Capo di Stato.
Sul finire dell'anno presiedette al Senato un'investigazione sullo scandalo del laglag-bala all'Aeroporto di Manila, racket in cui gli addetti ai bagagli e presumibilmente membri della sicurezza erano sospettati di inserire proiettili nei bagagli dei viaggiatori per ricattarli. Marcos richiese con insistenza la rimozione dalla carica di José Angel Honrado, cugino di Benigno Aquino e general manager dell'aeroporto, il quale definì "incompetente" ed al quale attribuì la responsabilità degli incidenti. Le sue pretese tuttavia non furono ascoltate dal governo, che decise di non prendere alcun provvedimento al riguardo.

### Campagna per la vicepresidenza del 2016
Con l'avvicinarsi delle elezioni del 2016, si vennero a creare gruppi di sostenitori, nonché coalizioni politiche, per sostenere la candidatura a Presidente di Marcos. Il figlio dell'ex Presidente, tuttavia, affermò di volersi concentrare sul proprio lavoro al Senato e definì le speculazioni riguardo ai suoi piani futuri come "premature". Il sostegno nei suoi confronti, in particolare nella parte settentrionale del paese, fece rinascere il cosiddetto "nord solido" ("Solid North"). Marcos era infatti considerato uno dei candidati più papabili per la massima carica politica. Durante un concerto nella regione di Ilocos Norte, il celebre cantante filippino Victor Wood lo sollecitò in proposito: «Non c'è più ombra di dubbio, questa è l'ora di Bongbong Marcos!».
Nell'agosto 2015 Marcos partecipò alla trasmissione televisiva Headstart ed ammise per la prima volta di star pensando a una candidatura, dichiarando che le buone opinioni riguardo l'amministrazione del padre ed il senso di nostalgia collettivo erano ciò che lo stavano facendo riflettere. Il 5 ottobre 2015, dopo diversi mesi di riflessioni ed incontri con vari politici del paese, annunciò sul servizio di rete sociale Facebook l'intenzione di candidarsi alla vicepresidenza delle Filippine. Forte della sua pluridecennale esperienza di uomo politico, nel suo messaggio dichiarò di voler mettere la sua fortuna politica nelle mani del popolo filippino. Marcos aveva ricevuto l'invito da parte di Jejomar Binay, noto oppositore durante l'amministrazione di suo padre, a divenire suo vicepresidente, ma rifiutò per via delle loro diverse ideologie politiche. Allo stesso tempo il Senatore dichiarò il suo supporto per la candidatura a Presidente dell'amico Rodrigo Duterte, sindaco della città di Davao.
Annunciò formalmente la sua candidatura a vicepresidente il 10 ottobre, tramite un discorso al Puerta Real Garden di Intramuros, davanti a centinaia di sostenitori e personalità politiche che avevano espresso il proprio supporto per il Senatore, tra cui l'ex Presidente Joseph Estrada, Juan Ponce Enrile ed il sindaco di Mandaluyong Benhur Abalos. Nel suo comunicato Marcos criticò la gestione del governo riguardo ai numerosi disagi legati a criminalità, economia, istruzione, agricoltura, trasporti pubblici ed infrastrutture, nonché sulle dispute territoriali con la Cina ed incidenti recenti come il conflitto di Zamboanga, il tifone Haiyan, la strage di Mamasapano e l'importazione di rifiuti dal Canada. Divenne pertanto il quinto candidato alla posizione dopo i precedenti annunci di Francis Escudero, Alan Peter Cayetano, Antonio Trillanes e Leni Robredo. Presentò il proprio certificato di candidatura il 13 ottobre: non avendo ottenuto il supporto da parte del Partito Nazionalista, si iscrisse come candidato indipendente. Nel medesimo giorno la Senatrice Miriam Defensor-Santiago annunciò la propria candidatura alla presidenza del paese, dichiarando inoltre di aver già scelto un suo vice ma senza indicarne il nome. Il 15 ottobre la Santiago confermò il suo tandem con Marcos.

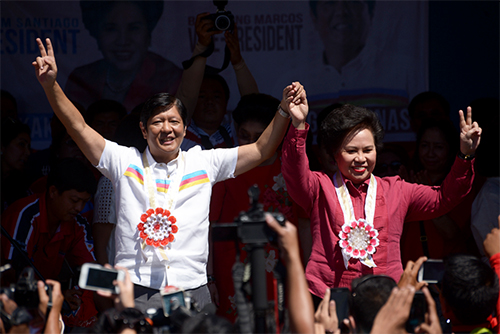
Ferdinand Marcos Jr. e Miriam Defensor-Santiago a Batac durante il primo giorno di campagna elettorale, 9 febbraio 2016.

Marcos e la Santiago iniziarono la propria campagna elettorale il 9 febbraio 2016, partendo proprio dalla cittadina di Batac, Ilocos Norte, rimasta legata alla famiglia del Senatore. Durante un suo discorso alla folla, Marcos disse che un paese unito e compatto sarebbe stata la chiave per il raggiungimento di un futuro radioso. Chiamò la sua campagna con il nome di Unity Caravan, per sottolineare come una "nazione unita spiritualmente e politicamente" fosse l'unica soluzione per uscire dalla povertà.
Se il paese era stato ornato di un ingente quantitativo di scandali di corruttela e malversazione, molti dei quali degni di attenzione giudiziaria, Marcos restava relativamente nitido quanto a correttezza di gestione politica. Effettuò una campagna elettorale impegnativa e si interessò soprattutto ai problemi dell'agricoltura, della disoccupazione e delle infrastrutture. Nel corso del suo Unity Caravan, fu uno dei pochi candidati ad aver raccolto attestazioni di stima ed appoggio anche da parte di molti che si riconoscevano in ideali politici differenti; ciò nonostante vi furono anche pareri molto critici – soprattutto da parte del Partito Liberale e di gruppi di estrema sinistra – che continuavano ad accostare il suo nome alle accuse di corruzione nei confronti dei Marcos ed al periodo della legge marziale nell'arcipelago. Sotto quest'ultimo aspetto, in particolare, Marcos fu bersaglio di numerosi attacchi propagandistici da parte del Presidente Benigno Aquino III e dei suoi sostenitori, i quali richiedevano le scuse ufficiali del Senatore per le azioni compiute dal padre durante la sua Presidenza. Marcos rispose fermamente a tali richieste dicendo che in caso di necessità era pronto a scusarsi in qualsiasi momento, ma solo "per i propri errori e non per quelli di altre persone". Generarono inoltre scalpore le parole di Aquino, che si dichiarò "pronto a tutto pur di imperire una vittoria di Marcos".
Dopo essersi cimentato in una serie di sortite ed aver ricevuto buona accoglienza in quasi tutto il paese, il 5 maggio Marcos concluse ufficialmente la sua campagna elettorale con un comizio presso la città di Mandaluyong. Il Senatore, tra i favoriti per la vittoria, dichiarò di voler dare un forte segnale di rinnovamento e di voler diffondere un messaggio di unità e progresso al popolo. L'evento, al quale assistettero migliaia di sostenitori, fu ospitato dal sindaco della città Benhur Abalos.
Le elezioni furono seguite con attenzione ed apprensione in tutto l'arcipelago: non mancarono le tensioni e le accuse di brogli elettorali. Il conteggio ufficiale dei voti venne effettuato come da tradizione dal Congresso, dal 25 al 27 maggio. Dopo un testa a testa estremamente serrato con la candidata liberale Leni Robredo, Marcos ne uscì sconfitto di pochissimo, ricevendo 14.155.344 voti contro i 14.418.817 dell'avversaria. L'elevato numero di sottovoti per la carica di Vicepresidente, pari a quasi quattro milioni, portò il Senatore a mettere in discussione la legittimità dei risultati. Il 29 giugno presentò ufficialmente alla Corte Suprema una denuncia di brogli elettorali, in cui chiedeva anche un riconteggio dei voti nelle province sospettate di aver manomesso i risultati ufficiali. Il 16 febbraio 2021, a seguito di un lungo iter giudiziario che incluse il riconteggio dei voti per la carica di vicepresidente, la Corte suprema filippina rigettò ufficialmente il ricorso presentato da Marcos quasi cinque anni prima.

### Campagna per la presidenza del 2022
Ferdinand Marcos Jr. lancia ufficialmente la sua campagna per le elezioni presidenziali filippine del 2022 il 5 ottobre 2021.
Durante la campagna elettorale, Ferdinand Marcos Jr. non rilascia interviste ai principali media del Paese e non partecipa ad alcun dibattito con gli altri candidati.
I social network sono stati inondati da false informazioni che negavano la ricchezza della famiglia ed elencavano presunti progressi economici compiuti sotto Ferdinand Marcos senior. Allo stesso tempo, i suoi avversari sono stati bersaglio di decine di affermazioni false o fuorvianti, tra cui foto e video falsi volti a ritrarre Leni Robredo come stupida o comunista.
Il 9 maggio 2022, Ferdinand Marcos Jr. è stato eletto Presidente delle Filippine contro Leni Robredo. Il suo insediamento è avvenuto il 30 giugno. Questa vittoria segna il ritorno al potere del clan Marcos, 36 anni dopo la partenza del padre. Inoltre, la sua vittoria è un trionfo : è stato eletto con il 58,7% dei voti e può contare sull'appoggio della maggioranza della Camera dei Rappresentanti e del Senato e delle istituzioni molto malleabili delle Filippine.

### Posizioni politiche
È sempre stato uno strenuo difensore delle politiche volute dal padre durante l'amministrazione Marcos.
Si è contraddistinto inoltre per il suo impegno nella protezione dei diritti degli Overseas Filipino Workers o OFW (nome con il quale si identificano i lavoratori filippini emigrati nel mondo), proponendo tra l'altro la creazione di un dipartimento avente il compito di risolvere i loro problemi e di promuovere i loro interessi.

## Vita privata
È sposato con l'avvocata Marie Louise Cacho Araneta, dalla quale ha avuto i figli: Ferdinand Alexander III detto Sandro (1994), Joseph Simon (1995) e William Vincent (1997).